# تیم ملی فوتبال زیر ۲۳ سال جمهوری آذربایجان
تیم ملی فوتبال زیر ۲۳ سال جمهوری آذربایجان (انگلیسی: Azerbaijan national under-23 football team) نماینده فوتبال جمهوری آذربایجان در بازی‌های جهانی فوتبال زیر ۲۳ سال است.